# Genuchus dealbatus
Genuchus dealbatus är en skalbaggsart som beskrevs av William Lucas Distant 1897. Genuchus dealbatus ingår i släktet Genuchus och familjen Cetoniidae. Inga underarter finns listade i Catalogue of Life.